# ملک‌آباد (میاندوآب)
ملک‌آباد (میاندوآب)، روستایی از توابع بخش مرکزی شهرستان میاندوآب در استان آذربایجان غربی ایران است.

## جمعیت
این روستا در دهستان مرحمت‌آباد جنوبی قرار دارد و براساس سرشماری مرکز آمار ایران در سال ۱۳۸۵، جمعیت آن ۹۱۰ نفر (۲۱۳ خانوار) بوده‌است.